# Agrupación Electoral Independientes Forales Navarros
Agrupación Electoral Independientes Forales Navarros (IFN) fue una candidatura electoral que concurrió a las elecciones de abril de 1979 para el Parlamento Foral de Navarra en la merindad de Sangüesa. Estaba nucleada en torno a Jesús Ezponda Garaicoechea, de ideología foralista y vasquista. Obtuvo 3729 votos y un escaño que fue ocupado por Ezponda hasta 1983. Tras la disolución del Parlamento Foral no volvió a concurrir a ninguna elección.